# Spencer Pigot
Spencer Pigot, né le 29 septembre 1993 à Pasadena, est un pilote automobile américain.

## Palmarès

### Karting
- WKA Florida Championship Series - Cadet Jr. Sportsman : Vice-champion en 2004
- WKA Florida Championship Series - Easykart 60 cm3 : Champion en 2005
- WKA Florida Championship Series - Cadet Jr. Sportsman : Champion en 2005
- Florida Winter Tour Easy Kart 60 : Champion en 2005
- WKA Florida Championship Series - Cadet Jr. Sportsman : Champion en 2006
- WKA Florida Championship Series - Cadet Sportsman : Champion en 2006

### Monoplace
- BFGoodrich / Skip Barber National Presented by Mazda : Champion en 2010
- US F2000 National Championship Winterfest : Vice-champion en 2011
- US F2000 National Championship : Vice-champion en 2011
- US F2000 National Championship Winterfest : Champion en 2012
- US F2000 National Championship : Vice-champion en 2012
- Pro Mazda Championship Winterfest : Champion en 2014
- Pro Mazda Championship : Champion en 2014